# Nana Alexandria
Nana Alexandria (georgisch ნანა ალექსანდრია; * 13. Oktober 1949 in Poti, Georgien) ist eine georgische Schachspielerin. 

## Leben

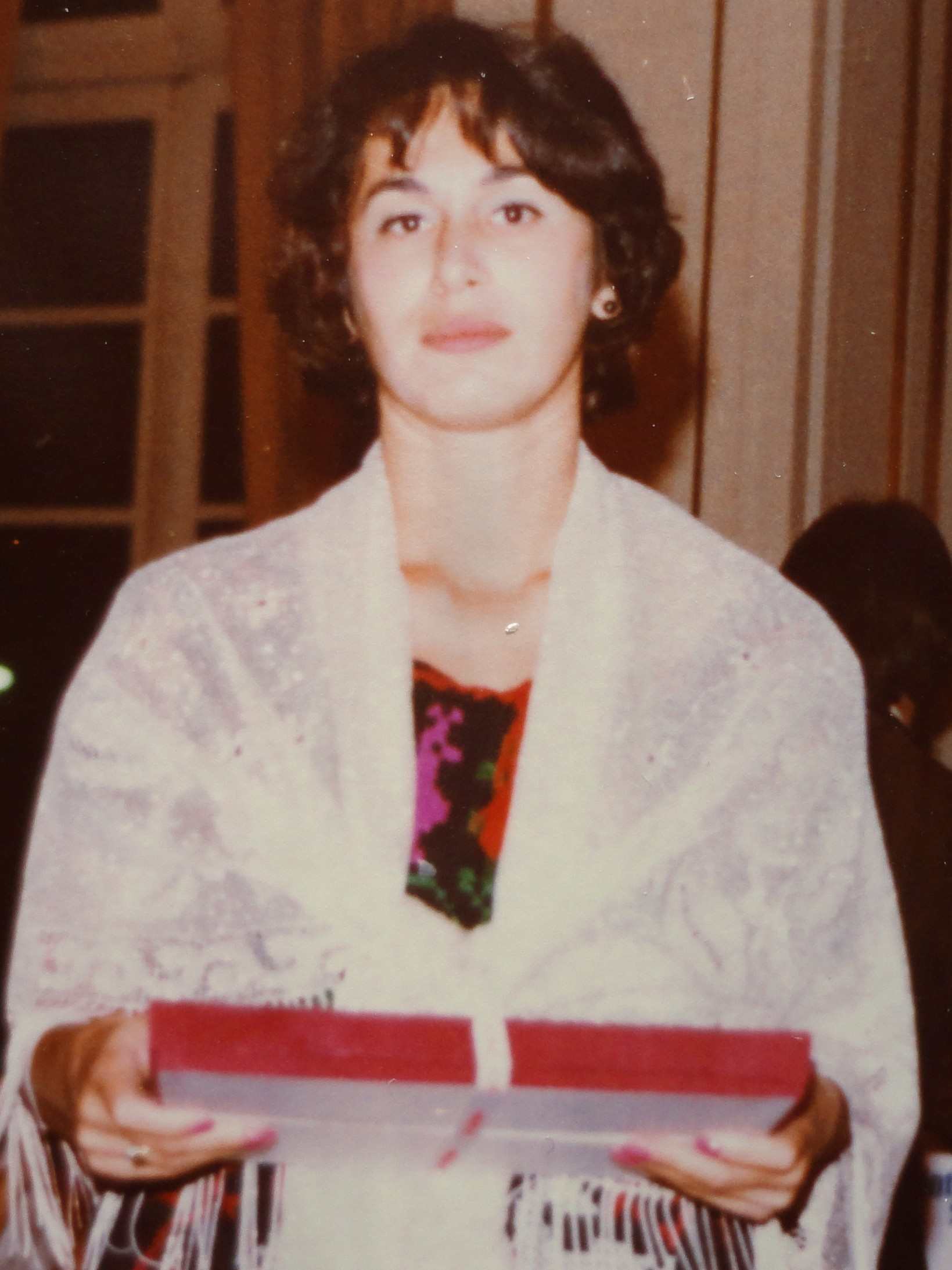
Nana Alexandria 1979 in Rio

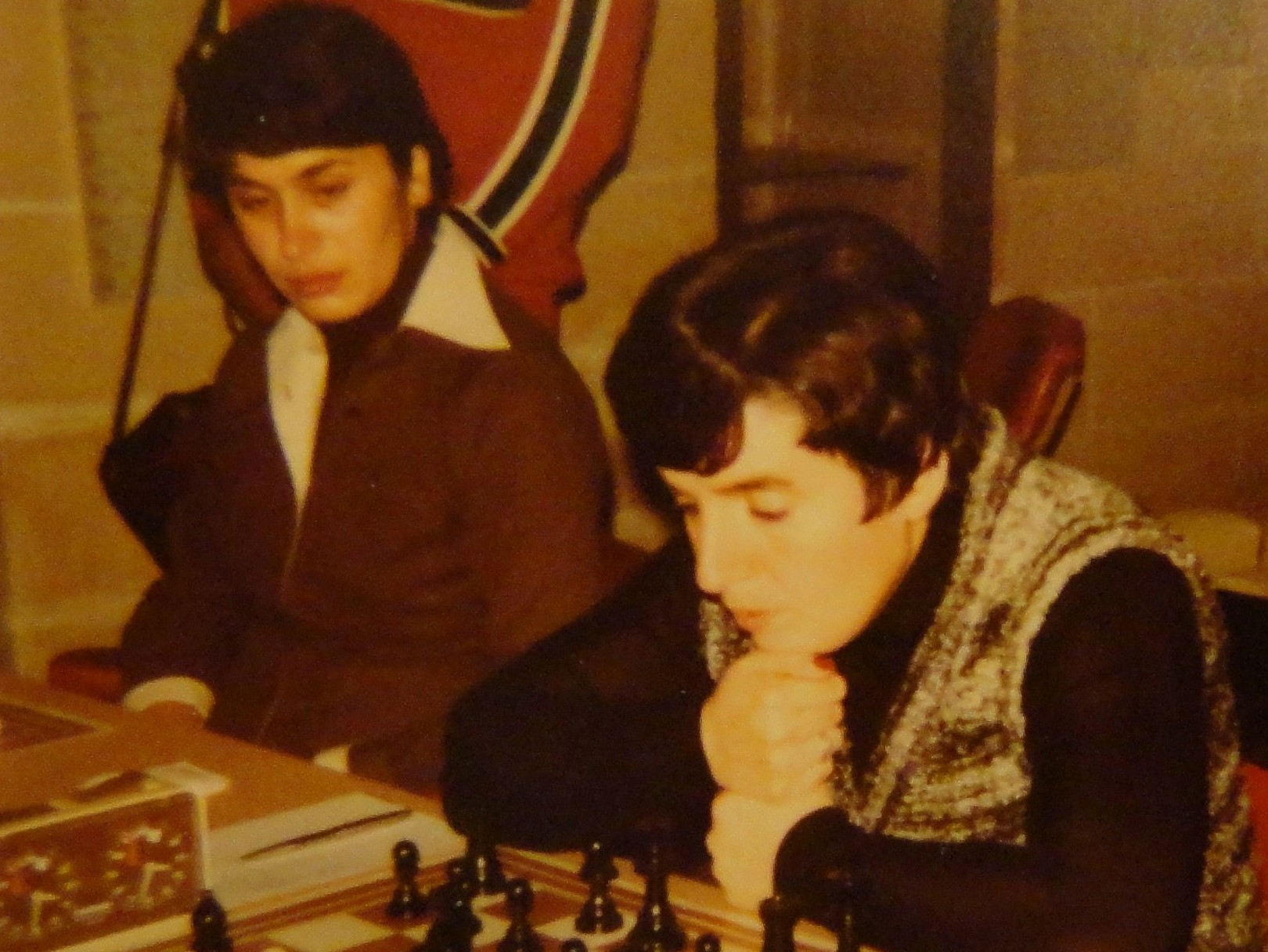
Alexandria und Gaprindaschwili, Schacholympiade 1980 auf Malta

Nana Alexandria gewann in den Jahren 1966, 1968 (geteilt) und 1969 die Sowjetische Schachmeisterschaft der Frauen. Sie ist seit 1976 Großmeisterin der Frauen. 1979 wurde sie Dritte beim Interzonenturnier der Frauen in Rio de Janeiro, als Nana Iosseliani siegte.
Sie gewann das Interzonenturnier 1971 in Ohrid und konnte sich zweimal als Herausforderin für die Schachweltmeisterschaft der Frauen qualifizieren. Beide Male konnte sie den WM-Titel jedoch nicht gewinnen. 1975 verlor sie gegen Nona Gaprindaschwili (+3, =1, –8), 1981 scheiterte sie mit einem Unentschieden (+4, =8, –4) nur knapp an Maia Tschiburdanidse.
Nana Alexandria wird bei der FIDE als inaktiv geführt, da sie seit dem im Dezember 2005 in Tscheljabinsk ausgetragenen Turnier Across the Generations keine Elo-gewertete Partie mehr gespielt hat. Sie tritt als aktive Spielerin nur noch selten auf, da sie als Frauen-Beauftragte bei der FIDE offizielle Aufgaben übernommen hat. 
Nach Alexandria wurden in der Sowjetunion ein Kleiderstoff und eine Parfumsorte mit „Nana“ benannt. Das Parfum wurde, wie auch die nach Gaprindaschwili benannte Sorte „Nona“, in schachfigurenförmigen Flakons gehandelt. Zur Erinnerung an Alexandrias Erfolge trägt ein Schachfestival in Poti den Namen „Nana-Alexandria-Cup“. Auch der Tifliser Schachverein NTN Tbilisi wurde nach den Vornamenskürzeln von Gaprindaschwili, Weltmeister Tigran Petrosjan und Alexandria benannt.
Zur 9. Schachweltmeisterschaft der Senioren 1999 in Gladenbach reiste Alexandria zwar an, durfte aber nicht teilnehmen, da sie am 1. Januar 1999 noch nicht das nötige Alter erreicht hatte. Sie erhielt stattdessen einen Job als Kommentatorin interessanter Partien.
Ihr Sohn ist der Journalist und Politiker Giga Bokeria.

## Nationalmannschaft
Alexandria nahm mit der Sowjetunion an sechs Schacholympiaden der Frauen teil und gewann mit der Mannschaft bei allen Teilnahmen 1969 in Lublin, 1974 in Nizza, 1978 in Buenos Aires, 1980 in Valletta auf Malta, 1982 in Luzern und 1986 in Dubai. Außerdem gewann sie 1969 am Reservebrett, 1974 am zweiten, 1978 am dritten und 1982 am zweiten Brett die Einzelwertung.

## Vereine
Bei der sowjetischen Vereinsmeisterschaft spielte Nana Alexandria in den 1970er und 1980er Jahren am Frauenbrett von Burewestnik und gewann mit der Mannschaft den Wettbewerb 1976. 1996 gewann sie mit Merani Tiflis den European Club Cup der Frauen.